# Веснянка (Хмельницький район)
Весня́нка — село в Україні, у Старокостянтинівській міській громаді Хмельницького району Хмельницької області. Населення становить 638 осіб. До 2020 орган місцевого самоврядування — Веснянська сільська рада.

## Історія
В минулому село називалося Свинна. Як виявилось, існує декілька легенд. Щодо походження цієї назви. По-перше – від «Свиней дубрави» - тобто в урочищі «Корчунок» були ліси, переважно дубові. Дубовими жолудями харчувалися дикі свині, яких тут водилося дуже багато. По-друге назва села, вірніше хутора, пов’язана із назвою річечки, яка протікала посередині і називалася Свинка. По-третє – на шляху, що вів на село Баглаї, відбувалися базари, де торгували свиньми.
Станом на 1886 рік в колишньому власницькому селі Свинна Старокостянтинівської волості Старокостянтинівського повіту Волинської губернії мешкало 1249 осіб, налічувалось 215 дворових господарств, існувала православна церква, постоялий будинок, школа, постоялий двір й постоялий будинок.
За переписом 1897 року кількість мешканців зросла до 1919 осіб (967 чоловічої статі та 952 — жіночої), з яких 1600 — православної віри, 260 — римо-католицької.
7 (20) листопада 1917 року, відповідно до.Третього Універсалу Української Центральної Ради, увійшло до складу Української Народної Республіки.
Під час організованого радянською владою Голодомору 1932—1933 років помер щонайменше 371 житель села.
12 червня 2020 року, відповідно до розпорядження Кабінету Міністрів України № 727-р «Про визначення адміністративних центрів та затвердження територій територіальних громад Хмельницької області», увійшло до складу Старокостянтинівської міської громади.
19 липня 2020 року, після ліквідації Старокостянтинівського району, село увійшло до Хмельницького району.

## Населення

### Мова
Розподіл населення за рідною мовою за даними перепису 2001 року:
| Мова       | Відсоток |
| ---------- | -------- |
| українська | 97,98%   |
| російська  | 1,90%    |
| білоруська | 0,12%    |

## Інфраструктура
Загальноосвітня школа І-ІІІ ступенів, сільський будинок культури, сільська бібліотека, фельдшерсько-акушерський пункт, село газифіковане, центрального водопостачання немає.

## Культура
На братській могилі встановлено пам'ятний знак землякам, які загинули у Німецько-радянській війні;

## Релігія
У селі діє Соборна Свято-Георгіївська церква.

## Особистості

### Народилися
- Анатолій Йосипович Ненцінський (нар. 20 липня 1944) — український поет, заслужений журналіст України (1998).
- Андрій Володимирович Василишин (нар. 24 квітня 1933) — генерал внутрішньої служби України (з 19 серпня 1993). Перший Міністр внутрішніх справ незалежної України (1990—1994). Радник Міністерства внутрішніх справ України (з жовтня 2001). Президент Всеукраїнського фонду правоохоронних органів, Збройних Сил і військових формувань «Україна» (з жовтня 1997).

## Галерея

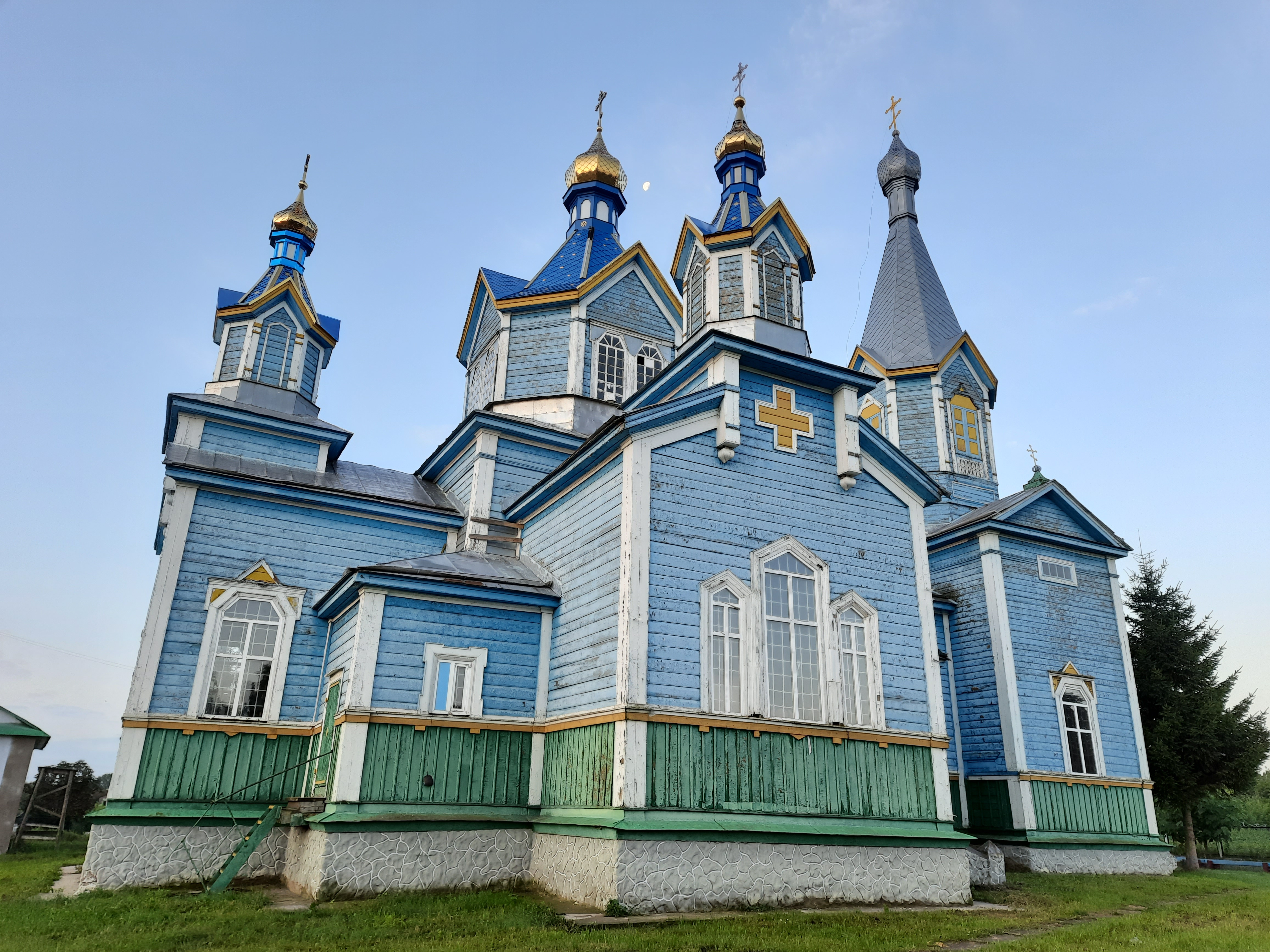
Соборна Свято-Георгіївська церква
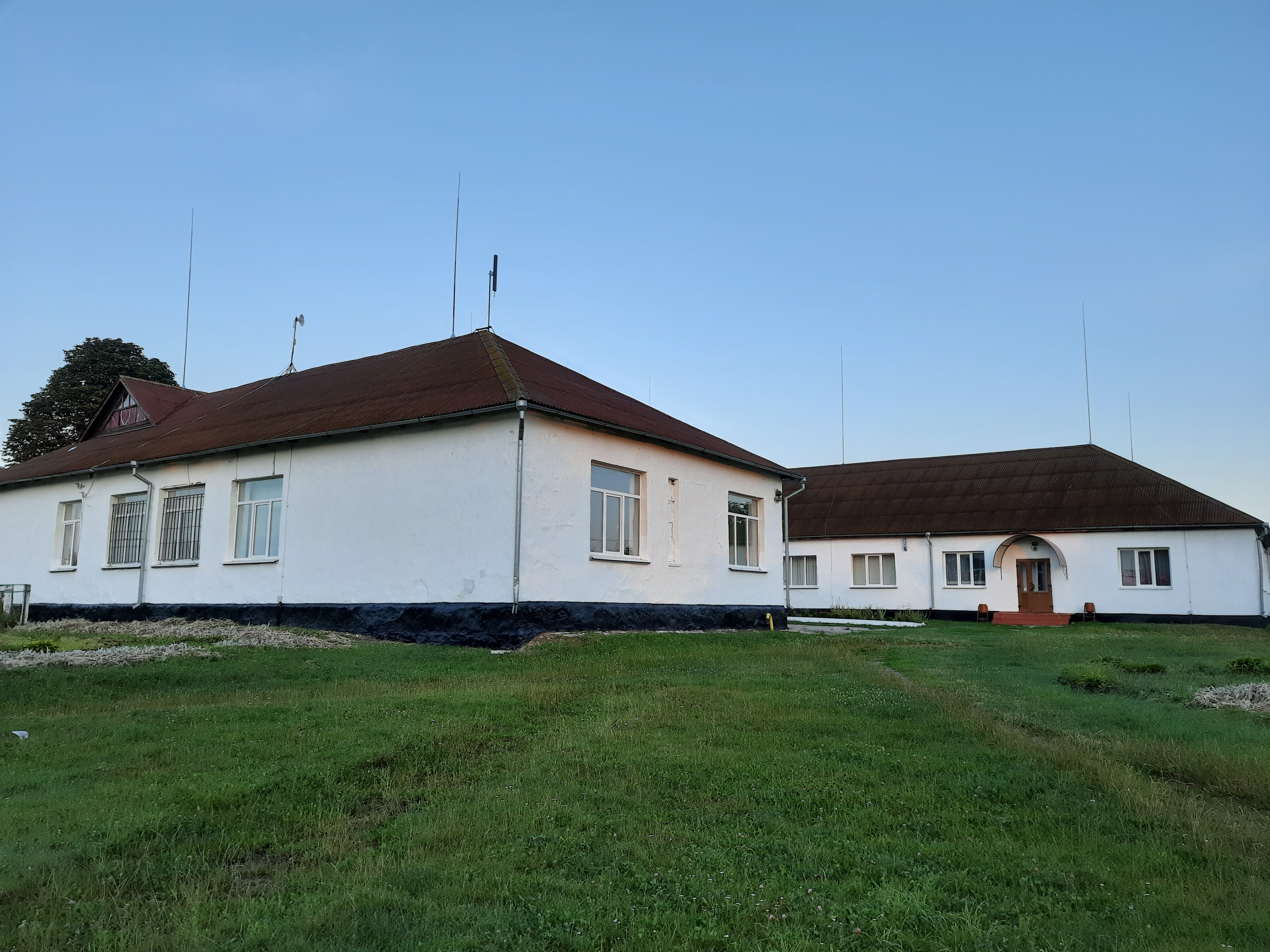
Школа
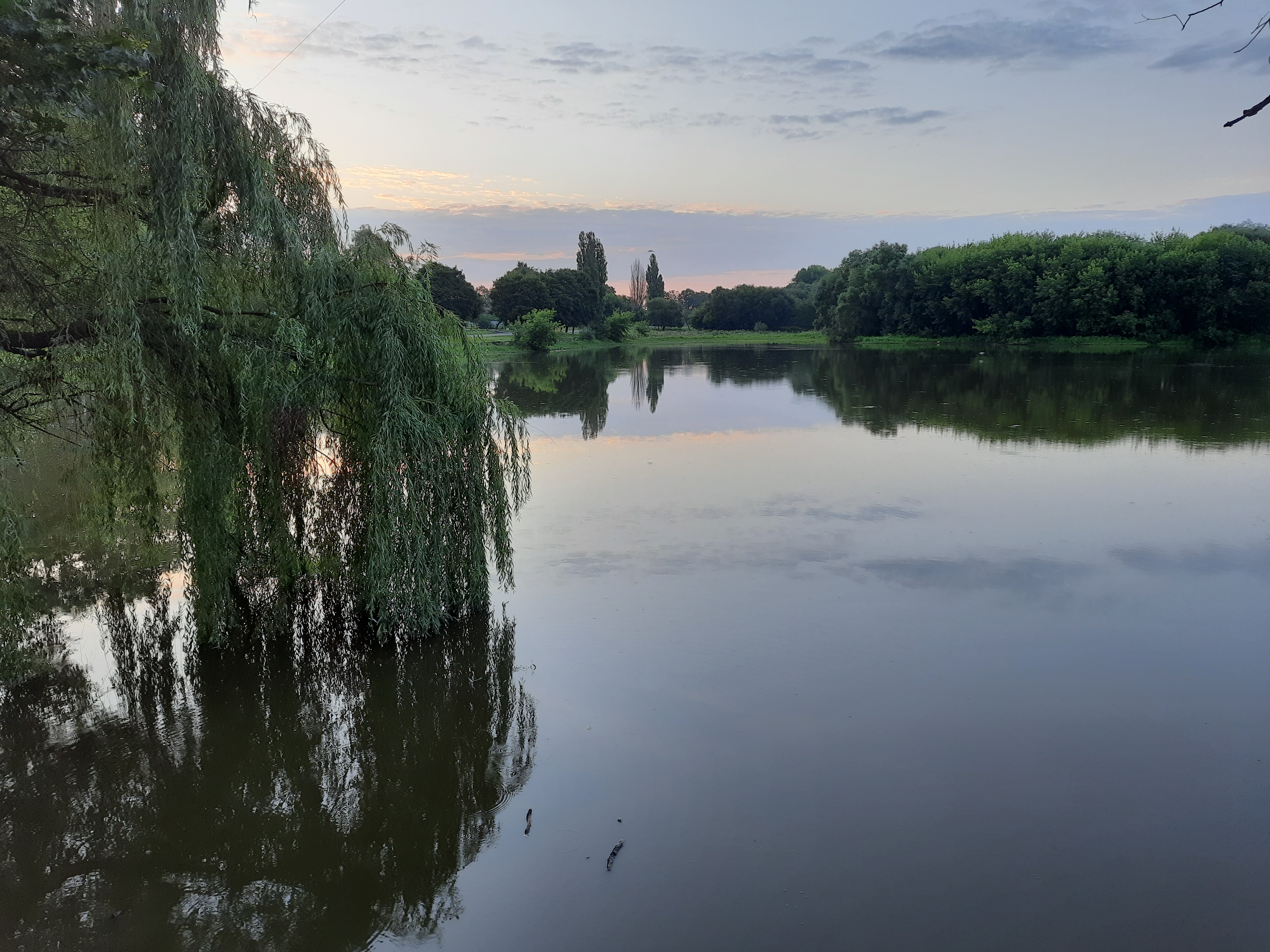
Ставок біля села